# Stiropius infuscatus
Stiropius infuscatus är en stekelart som beskrevs av Van Achterberg 1995. Stiropius infuscatus ingår i släktet Stiropius och familjen bracksteklar. Inga underarter finns listade i Catalogue of Life.